# Astorgio Agnesi
Astorgio Agnesi (Nápoles, 1391-Roma, 10 de octubre de 1451) fue un eclesiástico italiano.

## Biografía
Nacido en el seno de una familia noble del Reino de Nápoles, en 1411 fue nombrado obispo de Mileto por Juan XXIII, y en 1413 fue transferido a la diócesis de Ravello.  
Después del Concilio de Constanza que puso fin al Cisma de Occidente y ya bajo el pontificado de Martín V, fue trasladado a Melfi en 1418 y a Ancona en 1419.  En 1422 rechazó el traslado a Ascoli Puglia.
En 1424 fue designado tesorero apostólico en Marcas, donde junto con el gobernador Pietro Emigli debió enfrentar las rebeliones de Braccio da Montone y Obizzo da Carrara, mientras al mismo tiempo se empleaba en combatir la herejía de los fraticelli.
Gobernador de Romaña en 1435, el año siguiente fue nombrado arzobispo de Benevento, diócesis que mantuvo hasta su muerte, y entre 1445-49 ejerció sumultáneamente como administrador apostólico de Canne.
En septiembre de 1447 llegó a Bolonia como gobernador en nombre del papa.  Allí se encontraba cuando Nicolás V le creó cardenal en el consistorio del 20 de diciembre de 1448 con título de San Eusebio.  Su gobierno en Bolonia no duró mucho, pues la peste, los constantes desórdenes públicos y las amenazas del signore Sante Bentivoglio le llevaron a abandonar la ciudad de incógnito en 1449.

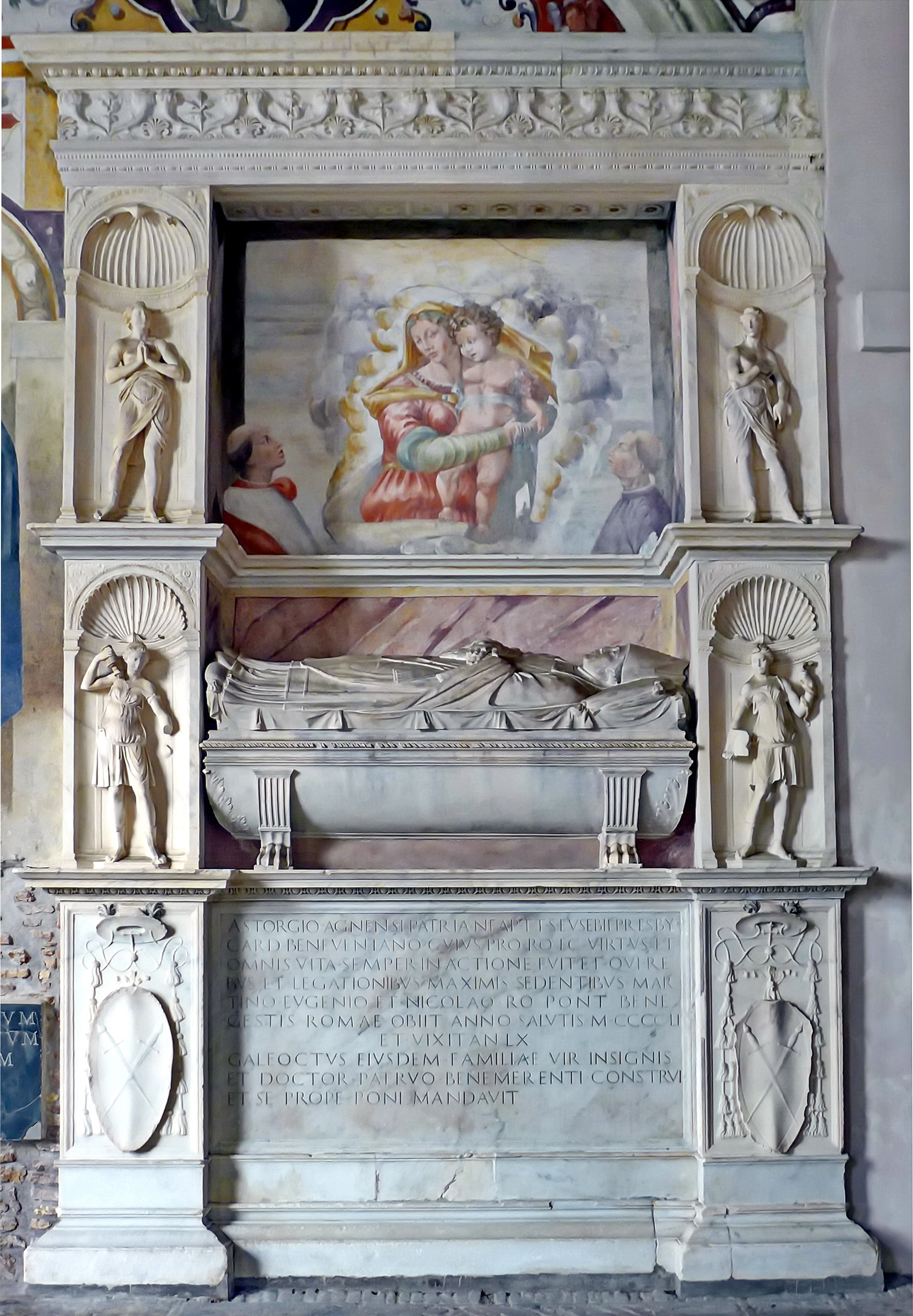
Sepultura del cardenal en Santa Maria sopra Minerva.

Establecido en Roma, fue Camarlengo del Colegio Cardenalicio en 1449-50 y asistió a los actos del jubileo de este último año.  
Muerto en 1451 a los sesenta años de edad, fue sepultado en el claustro de la Basílica de Santa Maria sopra Minerva.